# Bockholdt
Bockholdt war ein in Norddeutschland tätiges Dienstleistungsunternehmen. Im August 2025 wurde Bockholdt mit der STRABAG PFS-Unternehmensgruppe verschmolzen.

## Geschichte
Gegründet hat das Familienunternehmen 1959 Hans Bockholdt unter dem Namen „Firma Blitz-Blank“. Im Dezember 2022 kaufte die Strabag Property and Facility Services das Unternehmen. Seit dem 7. August 2025 ist das Unternehmen mit der STRABAG Property and Facility Services verschmolzen.
Das Unternehmen war spezialisiert auf die Reinigung von Gebäuden, Industrieanlagen und Kliniken und bot u. a. auch Leistungen wie Industrieklettererarbeiten oder Schädlingsbekämpfung an.